# 比賣神社 (小矢部市)
比賣神社（ひめじんじゃ）は富山県小矢部市宮中にある神社。延喜式神名帳に記載されている越中国34座、礪波郡7座の1社、比賣神社の論社の一つ。

## 概要
創建は不詳。
小矢部川の支流、子撫川が大きく湾曲した場所に建つ。
由緒書によれば神社本庁編『神社名鑑』などで、越中国司大伴家持が参拝した折に斎木貞信を従六位に叙して当社と長岡神社の神官に任じて礪波郡神祇の府とし、宮島郷四十八ヶ村氏神惣社としたという。
また砺波市柳瀬の比賣神社（こちらも論社の一つ）の由緒書によれば、永正3年（1507年）芹谷野の戦いによって焼亡した比賣神社を子撫川の辺り宮島野の里へ奉遷して天正年間になって還御したという。
また『富山県神社誌』によれば、元々は小矢部川の川上に鎮座していたが雄神（庄川）と小矢部川の洪水により当地へ遷座したという。
江戸時代以前は「藤巻山姫神社」と称していた。洪水で流出した御神体が藤の蔓に掛って当地に遷座したのがその理由と伝わる。それにより子撫川上流にある宮島神社が本宮ともいわれる。

## 祭神
・田心比賣命
・天照皇大神
・伊邪那伎命
このうち天照皇大神は明治40年（1907年）に合祀された神明社の祭神。